# Евангеличка црква у Кулпину
Словачка евангеличка црква налази се у центу насељеног места Кулпина
у улици Маршала Тита и изграђена је по плановима Алојза Цоцека архитекте из Новог Сада 1877. године у стилу неороманике у време свештеника Феликса Кутљика.
Долазак Словака у ово насеље није сасвим тачно одређен али се према најновијим истраживањима сматра да се десио у најранијој фази оснивања овог насеља на садашњем месту. Ово насеље је било оснивано на четири различита места (Вињички, Пескара, Клиса и садашње место) где је на садашњем месту 1745. године четири брата Стратимировића Богић, Иван, Тома и Милош основало шести по реду Кулпин на даначњој локацији у који су се одмах доселили и Словаци који су били евангелици и на основу записнице сузперинтенданта Густав Сзеберниа се наводи да Црква ев. А. В. Кулпинска свој почетак вуче од 1743. године. Године 1772. је у Кулпину било свега 30 породица.
Евангеличка црква је тада била још забрањивана јер је ту владала католичка црква а словачке интелигенције још није било. Тада је било Словака на Трећој улици на својеврсном поседењу у савету где је била полазна тачка словака у Кулпину за наредне активности. 1873. године су се Словаци оформили и црквено али не као самосталстално већ као филијала петровачке матроцркве. 1789. године је Кулпин уредио словачку школу и 1818. на основу суперинтендатуре насеље испуњава услов за црквено осамостатњење и први свештеник тога доба био је Јан Рохоњ и 1822. године је била изграђена и парохијална зграда на месту старе школе- богомоље. После Рохоња дошао је најпре Макоњи, затим Колењи па Кутљик I. 
Пред револуционарним годинама 1846. купила је црква од Радивоја Стратимировића за 12000 златника један од четири дворца Стратимировића са земљиштем са мишљу да се изгради црква. Ово је онемогућио Урош Стратимировић који је насилно отео овај иметак и вратио га тек после 25- годишње судске расправе. 1869. добио је већину гласова за угарски парламент Словак Вилем- Паулињи Тот и после тога је ту играђена И нова школа и црква. 1875. године је са архитектом из Новог Сада Алојзом Цоцеком склопљен уговор о изградњи цркве према његовим плановима. На изградњи цркве је као тесарски мајстор учествовао и отац Михал Милан Харминца архитекте из Кулпина. Премаовом уговору црква је требало да се заврши за 3 године И да архитекта да сав материјал и пројекте. Према записима у Хроници Феликса Кутљика I црква је завршена крајем 1877. године а следеће године је завршена и унутрашњост зграде. Зграда је у неороманском стилу, широка је 15 м а дугачка 31 м. Зграда је једнобродна базилика са торњем са једне стране и апсидом која је оријентисана на западну страну. Црква има двомануелне оргуље на којима је скулптура краља Давида.